# 2,5GBASE-T et 5GBASE-T
 (juillet 2024).
IEEE 802.3bz, NBASE-T et MGBASE-T sont des normes publiées en 2016 pour Ethernet sur paire torsadée à des vitesses de 2,5 et 5 Gbit/s. Ceux-ci utilisent le même câblage que la technique Gigabit Ethernet, tout en offrant des vitesses plus élevées. Les normes résultantes sont nommées 2.5GBASE-T et 5GBASE-T,,.
NBASE-T fait référence à un équipement Ethernet prenant en charge des vitesses d'au moins 2,5 Gbit/s et parfois 5 ou 10 Gbit/s, et qui peut automatiquement adapter la connexion pour fonctionner à la meilleure vitesse prise en charge par la qualité du câble.

## Description technique
Ces normes sont spécifiées dans les articles 125 et 126 de la norme IEEE 802.3. La technique de transmission de couche physique (PHY) de IEEE 802.3bz est basée sur 10GBASE-T, mais fonctionne à un débit inférieur. En réduisant le débit du signal d'origine d'1⁄4 ou d'1⁄2, la vitesse de liaison tombe à 2,5 ou 5 Gbit/s, respectivement. La bande passante du signal est réduite en conséquence, réduisant ainsi les exigences en matière de câblage, de sorte que 2,5GBASE-T et 5GBASE-T puissent être déployés sur une longueur de câble allant jusqu'à 100 m sur des câbles de catégorie 5 (Cat5) ou supérieurs,.
L'initiative NBASE-T a également normalisé la façon dont ses commutateurs peuvent mettre en œuvre l'alimentation par Ethernet (PoE) conformément à la norme IEEE 802.3at et aux normes qui lui ont succédé. Cela permet à un seul câble de fournir à la fois l'alimentation et les données aux périphériques réseau connectés tels que ceux qui mettent en œuvre les normes 802.11ac et 802.11ax.
Avant la sortie de 2,5GBASE-T et 5GBASE-T, les fabricants de périphérique réseau qui souhaitaient prendre en charge une vitesse de liaison montante de plusieurs gigabits à l'aide de ports Ethernet gigabit standard devaient inclure plusieurs ports Ethernet sur leurs périphériques. En reliant les connexions de plusieurs ports Ethernet par l'agrégation de liens IEEE 802.3ad ou similaire, les fabricants ont pu atteindre des vitesses proches de 2 Gbit/s avec 2 ports Gigabit. Cela nécessiterait que le périphérique soit connecté au reste du réseau avec 2 câbles Ethernet et que le périphérique et le matériel réseau prennent en charge et soient configurés pour l'agrégation de liens. Les périphériques réseau prenant en charge 2,5GBASE-T ou 5GBASE-T éliminent cette complexité.
| Nom        | Standard     | Statut | Vitesse (Mbit/s) | Paires requises | Voies par direction | Efficacité spectrale (Bits par hertz) | Code de ligne         | Taux de symboles par voie (MBd) | Bande passante (MHz) | Distance maximale (m) | Câble           | Calibre du câble (MHz) | Usage              |
| ---------- | ------------ | ------ | ---------------- | --------------- | ------------------- | ------------------------------------- | --------------------- | ------------------------------- | -------------------- | --------------------- | --------------- | ---------------------- | ------------------ |
| 2.5GBASE-T | 802.3bz-2016 | Actif  | 2500             | 4               | 4                   | 6.25                                  | 64b66b PAM-16 128-DSQ | 200                             | 100                  | 100                   | Cat 5e ou Cat 6 | 100                    | Réseau local (LAN) |
| 5GBASE-T   | 802.3bz-2016 | Actif  | 5000             | 4               | 4                   | 6.25                                  | 64b66b PAM-16 128-DSQ | 400                             | 200                  | 100                   | Cat 5e ou Cat 6 | 250                    | Réseau local (LAN) |
| 10GBASE-T  | 802.3an-2006 | Actif  | 10000            | 4               | 4                   | 6.25                                  | 64b66b PAM-16 128-DSQ | 800                             | 400                  | 100                   | Cat 6A          | 500                    | Réseau local (LAN) |

## Histoire
En 2013, avec la sortie de la norme IEEE 802.11ac (WiFi 5), les points d'accès sans fil ont pu atteindre pour la première fois des vitesses de 2 Gbit/s ou 4 Gbit/s, dépassant la liaison montante Ethernet filaire IEEE 802.3ab 1000BASE-T de 1 Gbit/s. Alors que 10GBASE-T était déjà normalisé depuis 2006, cette norme utilisait une fréquence plus élevée qui aurait considérablement limité la distance maximale des câbles de catégorie 5e. Il y avait donc une demande pour une norme intermédiaire capable de relier 2 Gbit/s et 4 Gbit/s à partir des points d'accès sans fil via le câbles de catégorie 5e existant. Le développement des normes 2,5GBASE-T et 5GBASE-T a permis aux points d'accès sans fil d'atteindre leurs vitesses maximales sans être limités par les vitesses de liaison montante Ethernet sur un seul câble câbles de catégorie 5e existant, tout en étant également compatibles avec les nouveaux câbles de catégorie 6 et 6a.
Les normes 2,5GBASE-T et 5GBASE-T servent également de solution provisoire pour atteindre des vitesses de réseau multi-gigabit à moindre coût et à faible consommation d'énergie. En décembre 2022, les équipements réseau 10GBASE-T sont encore nettement plus chers que les équipements réseau 1GBASE-T, 2,5GBASE-T et 5GBASE-T.
IEEE 802.3bz prend également en charge l'alimentation via Ethernet (PoE), qui n'était auparavant pas disponible avec IEEE 802.3an 10GBASE-T.
Dès 2013, les processeurs des serveurs Intel Avoton intégraient des ports Ethernet 2,5 Gbit/s.
Alors que Broadcom avait annoncé une série d'émetteur-récepteur 2,5 Gbit/s, le matériel n’était pas largement disponible dans le commerce à cette époque. De nombreux commutateurs 10GBASE-T, en particulier ceux dotés d'interfaces SFP+, ne prennent pas en charge les vitesses intermédiaires.
En octobre 2014, l'Alliance NBASE-T a été fondée, comprenant initialement Cisco, Aquantia, Freescale et Xilinx. En décembre 2015, il comptait plus de 45 sociétés et visait à rendre sa spécification compatible avec IEEE 802.3bz. L'alliance concurrente MGBASE-T, affirmant les mêmes objectifs Gigabit Ethernet plus rapides, a été fondée en décembre 2014. Contrairement à NBASE-T, le MGBASE-T a déclaré que ses spécifications seraient en source libre. Le « 2.5G/5GBASE-T Task Force » de l'IEEE 802.3 a commencé à travailler sur les normes 2.5GBASE-T et 5GBASE-T en mars 2015. Les deux alliances NBASE-T et MGBASE-T ont fini par collaborer. avec la formation du groupe de travail IEEE 802.3bz sous le patronage de l'Ethernet Alliance en juin 2015.
Le 23 septembre 2016, le Conseil des normes IEEE-SA a approuvé la norme IEEE 802.3bz-2016.

## Normes Ethernet pour l'automobile
Les normes IEEE 802.3ch-2020 2.5GBASE-T1, 5GBASE-T1 et 10GBASE-T1 sont des dérivées de la norme Ethernet IEEE 802.3bp-2016 1000BASE-T1 sur une seule paire torsadée et partagent très peu de points communs avec les normes de nom 2.5GBASE-T et 5GBASE-T de la couche PHY. Les normes 2.5GBASE-T1, 5GBASE-T1, and 10GBASE-T1 peuvent fonctionner sur une seule paire torsadée jusqu'à 15 mètres de longueur, utilisent la modulation PAM8 (par rapport à la modulation PAM3 en 1000BASE-T1 ou PAM-16 + 128DSQ en 2,5GBASE-T/5GBASE-T), et sont normalisés en 802.3ch-2020. Leur utilisation principale concerne les applications automobiles embarquées et sont communément référencées comme faisant partie de la famille des normes Ethernet automobile, aux côtés de 100BASE-T1 et 1000BASE-T1.